# 让-维尔布兰·纪尧姆·萨姆
让-维尔布兰·纪尧姆·萨姆（法語：Jean Vilbrun Guillaume Sam，發音：[ʒɑ̃ vilbʁœ̃ ɡijom sam]；1859年3月4日—1915年7月28日）是海地军人、政治家，前总统蒂雷西亚·西蒙·萨姆的儿子。

## 人物生涯
纪尧姆曾经担任海地战争和海军部长，1904年因诈骗公共资金被判处终身监禁，后被赦免，并成为海地角军区的指挥，他曾在1911年协助辛辛纳提·勒孔特推翻了弗朗索瓦·C·安托万·西蒙，此后又在美国的支持下于1915年2月25日推翻了约瑟夫·达维尔马尔·泰奥多尔，自任总统。
1915年7月27日，纪尧姆下令处死太子港监狱在押的包括前总统奥雷斯特·萨莫尔在内的167名政治犯，这引发了太子港市民的强烈不满，他们发动了反对纪尧姆的示威游行。
纪尧姆被迫逃往法国驻海地公使馆，企图寻求政治庇护，但是在7月28日，他就在法国公使馆被抗议的群众打死，尸体被肢解并被拖到街道上游行。美国总统伍德罗·威尔逊遂派遣美国海军陆战队登陆太子港，开始了长达19年的美國佔領海地时期。